# Ruslán Mézentsev
Ruslán Mézentsev (Ucrania, 24 de junio de 1981) es un gimnasta artístico ucraniano, subcampeón olímpico en 2016
en el concurso por equipos y medallista de bronce mundial en 2001 también por equipos.

## Carrera deportiva
En los JJ. OO. de Sídney 2000 consigue la medalla de plata en el concurso por equipos, tras China y por delante de Estados Unidos, siendo sus compañeros de equipo; Valeri Goncharov, Alexander Beresh, Valeri Pereshkura, Olexander Svitlichni y Roman Zozulya.
En el Mundial celebrado en Gante (Bélgica) en 2001 gana la medalla de bronce en la competición por equipos, tras Bielorrusia y Estados Unidos, siendo sus compañeros de equipo en esta ocasión: Alexander Beresh, Roman Zozulya, Sergei Vyaltsev, Andrei Lipsky y Andrei Mikhailichenko.